# Naurus nationalvåben
Naurus nationalvåbens udseende stammer fra Naurus uafhængighed i 1968; det kom i officiel brug i begyndelsen af 1970'erne.
Skiltet i midten er delt i tre. Øverste halvdel består af fosfats kemiske tegn i sølv på gulfarvet baggrund. Nederst til venstre er der afbildet en fregatfugl med havet i
baggrunden. Nederst til højre er en gren af calophyllum-træet.
Skiltet er omringet af palmegrene som stammehøvdingerne plejede at bruge under ceremonier, fjer fra fregatfuglen, og hajtænder. Stjernen øverst er hentet fra flaget; på banneret over stjernen står landets navn på naurisk, Naoero. På banneret nederst står Naurus motto, God's Will First (engelsk: Guds vilje først).
| Artikelstump | Spire Denne artikel om et rigsvåben eller statsvåben er en spire som bør udbygges. Du er velkommen til at hjælpe Wikipedia ved at udvide den. |